# Wild Cowboys
Wild Cowboys è il primo album discografico in studio da solista del rapper statunitense Sadat X, pubblicato nel 1996.

## Tracce
1. The Lump Lump
2. Wild Cowboys
3. Sauce for Birdheads (feat. Shawn Black)
4. Open Bar (feat. Grand Puba)
5. Hang 'Em High (feat. DV Alias Khrist)
6. Do It Again
7. Game's Sober (feat. Money Boss Players & Sha Sha)
8. Smoking on the Low (feat. DV Alias Khrist & Shawn Black)
9. Petty People (feat. Shawn Black)
10. The Interview (feat. Regina Hall)
11. Stages & Lights
12. Move On
13. The Funkiest
14. Escape from New York (feat. Deda)
15. The Hashout (feat. Cool Chuck, Shawn Black & Tec)